# تعادل کار و زندگی

میانگین ساعات کار سالانه به ازای هر کارگر در کشورهای عضو اوای‌سی‌دی از سال ۱۹۷۰ تا ۲۰۲۰

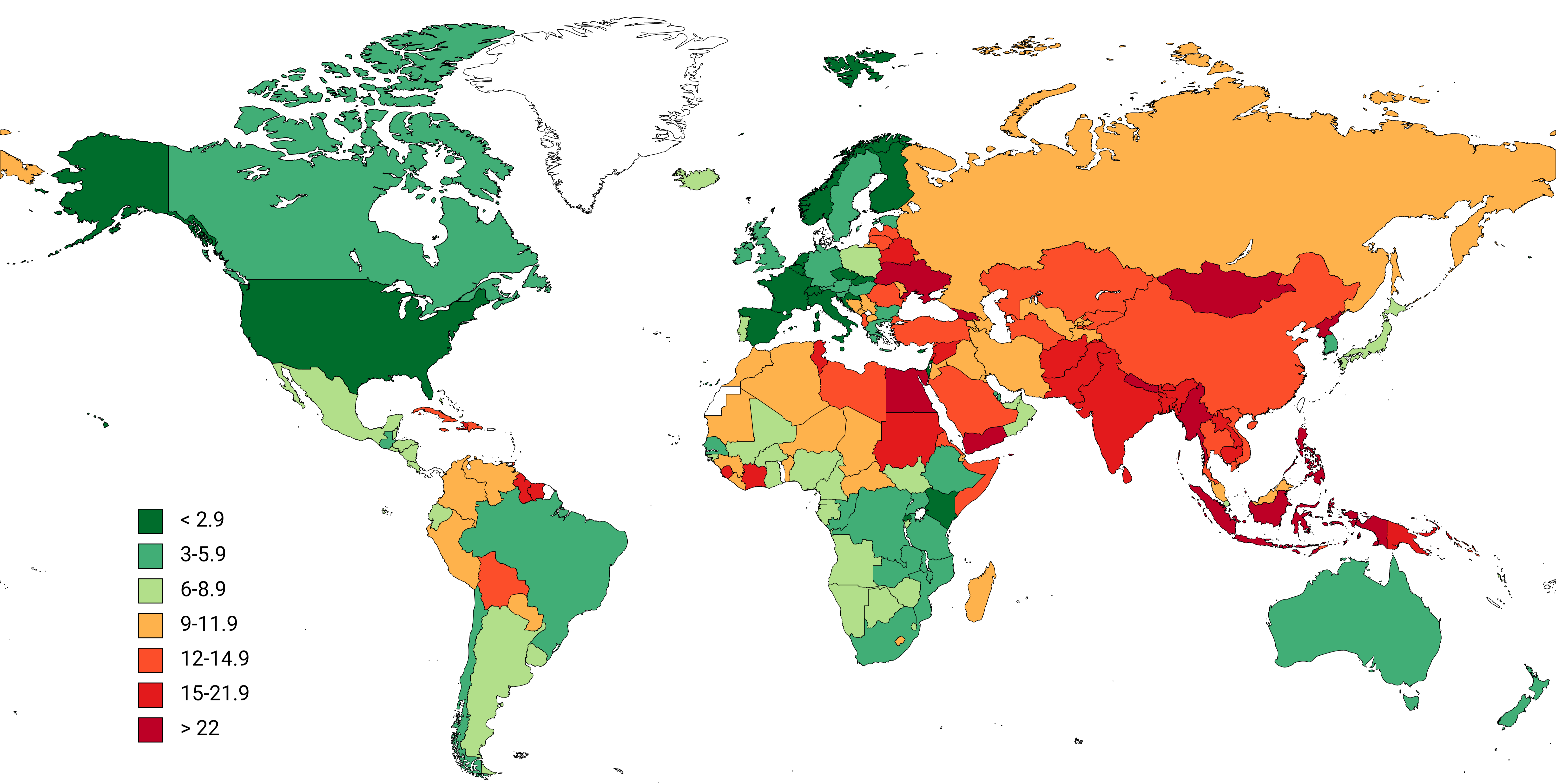
مرگ و میر ناشی از ساعات کاری طولانی به ازای هر ۱۰۰۰۰۰ نفر (۱۵+)، مطالعهٔ انجام شده توسط سازمان جهانی بهداشت و سازمان بین‌المللی کار در سال ۲۰۱۶

تعادل کار و زندگی تعادل بین کار و زندگی شخصی است. جنبه‌های زیادی از زندگی شخصی وجود دارد که می‌تواند با کار تلاقی داشته باشد، از جمله خانواده، اوقات فراغت و سلامت. تعادل کار و زندگی دو طرفه است. به عنوان مثال، کار می‌تواند با زندگی خصوصی تداخل کند، و زندگی خصوصی می‌تواند با کار تداخل داشته باشد. این تعادل یا رابط می‌تواند ماهیت نامطلوب داشته باشد (مثلاً تعارض کار و زندگی) یا می‌تواند ماهیت مفیدی داشته باشد (مثلاً غنی سازی کار و زندگی). تحقیقات اخیر نشان داده است که رابطهٔ کار و زندگی، به ویژه برای کارگرانی که با فناوری آشنا هستند، بی‌مرزتر شده است.